# Luvsannamsrai Oyun-Erdene
Luvsannamsrai Oyun-Erdene, ou Luvsannamsrain Oyun-Erdene (en mongol : Лувсаннамсрайн Оюун-Эрдэнэ), né le 29 juin 1980 à Oulan-Bator, est un homme politique mongol. Il est membre du Parti du peuple mongol et Premier ministre du 27 janvier 2021 au 13 juin 2025.

## Biographie
Oyun-Erdene fait des études de journalisme et de sciences politiques. En 2008, il devient avocat après des études de droit à l'université nationale de Mongolie. En 2015, il obtient un master's degree en administration de l'université Harvard (John F. Kennedy School of Government).
Entre 2011 et 2014, il préside l'organisation de jeunesse du Parti du peuple mongol.
En 2016, il est élu au Grand Khoural, le parlement mongol.
En février 2019, il est nommé chef du secrétariat du cabinet du gouvernement avec rang de ministre,.
Après la démission du Premier ministre Ukhnaagiin Khürelsükh et de son gouvernement en janvier 2021, il est proposé pour lui succéder par le Parti du peuple mongol qui dispose de la majorité absolue au parlement. Sa candidature est approuvée par le Grand Khoural le 27 janvier 2021.
En mai et juin 2025, des manifestations se déroulent à Oulan-Bator. La contestation est centrée sur la corruption des élites politiques, dont celle d'Oyun-Erdene, et les inégalités sociales. En juin, le Grand Khoural d'État vote une motion de censure à l'encontre du gouvernement et Oyun-Erdene démissionne le 3 juin mais reste Premier ministre à titre intérimaire et assure la gestion des affaires courantes. Gombojav Zandanshatar est investi Premier ministre le 13 juin.